# 希金斯貝 (紐約州)
希金斯貝（英語：Higgins Bay）是位於美國紐約州漢密爾頓縣的非建制地區。

## 歷史
希金斯貝的郵局於1938年設立，其後於1962年停運。

## 地理
希金斯貝所處的海拔為高於海平面513米（即1683英呎），而該地所採用的時區為UTC-5，即北美东部时区（EST）。同時該地設有夏令時間，為UTC-5調快一小時，即UTC-4（EDT）。